# Мясоедов, Алексей Анатольевич
Алексей Анатольевич Мясоедов (род. 25 июня 1977 года) — российский хоккеист с мячом, мастер спорта России международного класса (2000).

## Карьера
Начал играть в хоккей с мячом в Топках Кемеровской области в детской команде «Цементник» в 1984 году, а с 1992 года — в школе «Кузбасса».
В сезоне 1993/94 года дебютировал в составе клуба «Кузбассовец».
В следующем сезоне начал выступать в Высшей лиге в составе «Кузбасса» (Кемерово). В составе клуба неоднократно завоёвывал серебряные и бронзовые медали чемпионата России.
В сезоне 2009/10 года выступал за «Динамо-Казань», но после окончания сезона вернулся в Кемерово. Отыграв в розыгрыше Кубка России, завершил карьеру.
В чемпионате России провёл 441 игру, отметился 211 мячами и 89 передачами. В 159 играх на Кубок России забил 118 голов и отдал 43 результативных передач.
Привлекался в сборную России. На чемпионате мира 2004 года стал бронзовым призёром, а в 2005 году — серебряным призёром.

## Достижения
- Серебряный призёр чемпионата России: 2003/04, 2004/05, 2005/06, 2008/09.
- Бронзовый призёр чемпионата России: 2000/01, 2001/02, 2002/03, 2006/07, 2007/08.

- Серебряный призёр чемпионата России по мини-хоккею: 2000.

- Обладатель Кубка России: 2000/2001, 2002/2003, 2007.
- Финалист Кубка России: 2005 (весна).
- Бронзовый призёр Кубка России: 1998/1999, 2003/2004

- Серебряный призёр чемпионата мира: 2005.
- Бронзовый призёр чемпионата мира: 2004.
- Бронзовый призёр чемпионата мира среди юниоров: 1996.

- Победитель турнира на призы Правительства России: 2000.
- Серебряный призёр турнира на призы Правительства России: 2002 (в составе второй сборной России).

- Включался в список 22 лучших игроков сезона: 2000, 2001, 2002, 2003, 2004.
- Признавался лучшим нападающим сезона: 2002.
- Символическая сборная турнира на призы Правительства России: 2002
- Лучший полузащитник турнира на призы Правительства России: 2002